# Hermann Koch
Hermann Koch (16. maj 1878 i København – 27. november 1941 smst) var præst ved Holmens Kirke og var i 1910 medstifter af Ensomme Gamles Værn.

## Ekstern kilde
1. ↑  Hermann Koch på gravsted.dk